# Sangüesa
Sangüesa (baszkul:  Zangoza, amely szintén hivatalos elnevezés) település Spanyolországban, Navarra autonóm közösségben. Sangüesa Aibar, Cáseda, Javier, Sos del Rey Católico, Lumbier, Liédena, Yesa és Undués de Lerda községekkel határos. Lakosainak száma 4862 fő (2024).

## Népesség
A település népessége az elmúlt években az alábbi módon változott:
| Lakosok száma | 4718 | 4971 | 5093 | 5210 | 5254 | 5078 | 5002 | 4962 | 4872 | 4862 |
|               | 2001 | 2004 | 2006 | 2009 | 2011 | 2014 | 2016 | 2019 | 2021 | 2024 |

## Híres személyek

### Itt születtek
- II. Henrik navarrai király (1503)